# Aguadulce (Almería)
Aguadulce es una localidad y pedanía española perteneciente al municipio de Roquetas de Mar, en la provincia de Almería, comunidad autónoma de Andalucía. Está situada en la parte oriental de la comarca del Poniente Almeriense. En plena costa mediterránea, anexos a esta localidad se encuentran los núcleos de El Parador de las Hortichuelas al oeste y un poco más alejados están El Palmer, La Gangosa, Las Cabañuelas y Roquetas de Mar capital.
La población de Aguadulce en 2020 era de 16.772 habitantes, llegando hasta los 29.600 contando el núcleo de Campillo del Moro, el cual oficialmente es una entidad separada según el Ayuntamiento de Roquetas de Mar, pero históricamente es considerado un barrio de Aguadulce. Muestra de ello es la presencia del centro de salud Aguadulce Sur en el barrio del Campillo. Aguadulce sería así el 4.º mayor núcleo de población de la provincia de Almería (o 5.º contando solo municipios).

## Toponimia
"Aguadulce" hace referencia a la fuente que surtía de agua a la población. Una vez desarrollada la red de abastecimiento queda sin uso y años más tarde se ciega durante la construcción del puerto deportivo. Actualmente, solo queda una placa conmemorativa en el lugar donde solía existir el manantial de agua.

## Naturaleza

### Playa de Aguadulce
De casi dos kilómetros de longitud, con bandera azul y buena accesibilidad hasta el arenal. Tiene servicio de salvamento y dispone de zonas de sombra. Dispone de aseos adaptados y sillas anfibias, juegos de muletas, personal de apoyo y zona de baño adaptada.

### Otros lugares de interés
Acantilados de Almería-Aguadulce de la sierra de Enix son áreas protegidas por el Plan de Ordenación del Territorio del Poniente de Almería por su estado natural y posición territorial. Además, se puede recorrer el sendero marítimo GR-92 Aguadulce - Adra. Señalar el humedal de Ribera de la Algaida que figura en el Inventario de Humedales de Andalucía. Dentro de la población se encuentra el parque público municipal Andrés Segovia.

## Historia

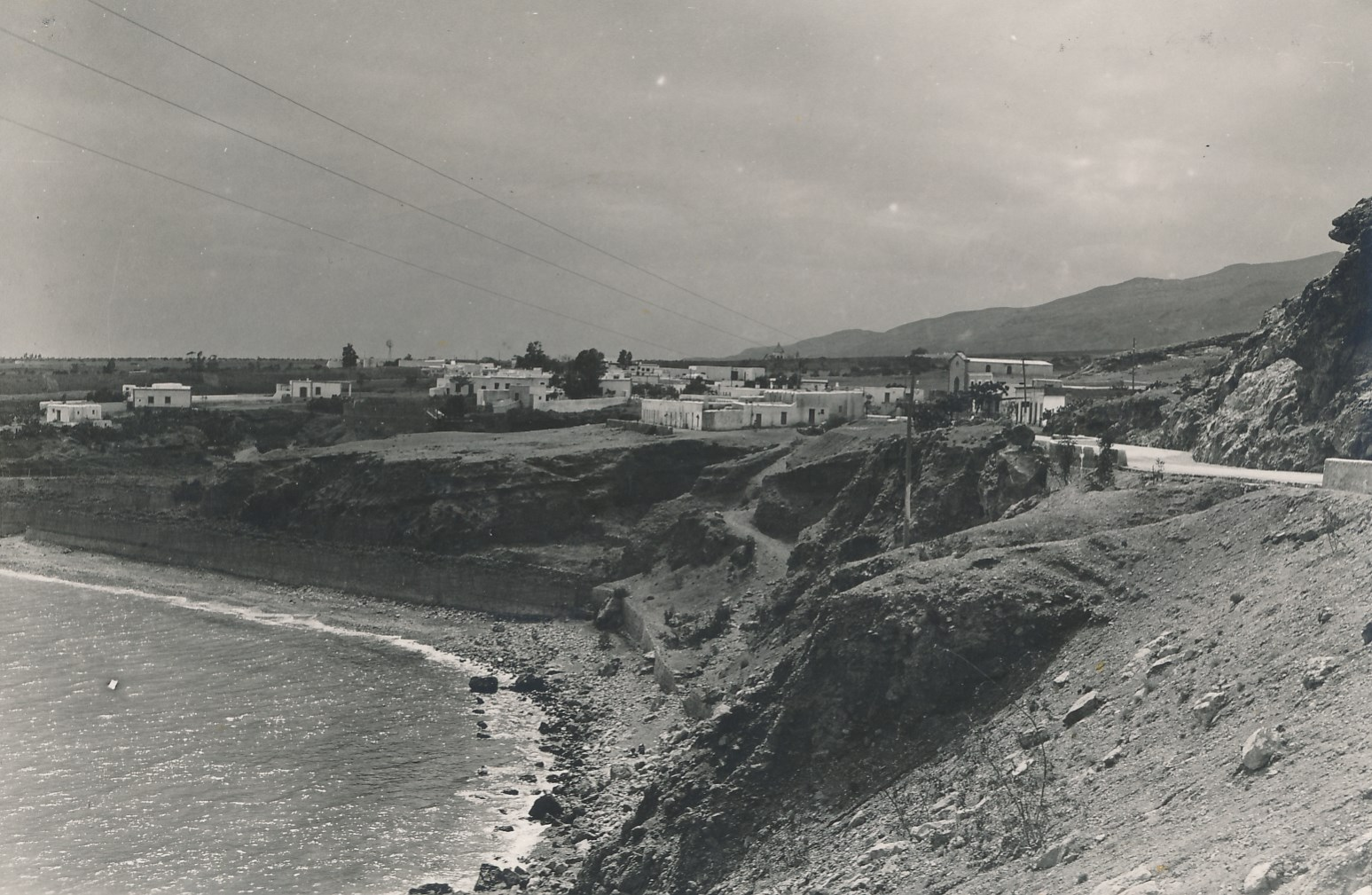
Aguadulce (1928-1931) Autor: Domingo Fernández

Hasta el primer tercio del siglo XX, tanto Aguadulce como los núcleos de El Parador de las Hortichuelas y Campillo del Moro se encontraban bajo la jurisdicción de Enix. El 24 de junio de 1927, y sin oposición por parte de los vecinos de Aguadulce, se cedieron estos núcleos a Roquetas de Mar para que este municipio se comprometiera a pagar los débitos que tenía Aguadulce. Entre los años 1928 y 1929 se realizaron los deslindes, agregando también una parte del municipio de Vícar. En 1931 los territorios regresaron a Enix pero en 1932 la queja de un vecino logró el regreso de estos a Roquetas de Mar.
Los litigios entre ambos municipios continuaron a lo largo de los años. Aguadulce contaba con una cuantas docenas de casas y más de 200 vecinos. La viviendas se situaban en los márgenes de la carretera. Contaba también con algunas calles en dirección a la Loma del Gato, con varias casas algo más importantes, un rudimentario surtidor de gasolina, un almacén de ultramarinos y una capilla.
Durante el primer tercio del siglo XX, se van introduciendo mejoras como la construcción de la carretera, la llegada del teléfono y el telégrafo y una línea de autobuses. En 1936 la sociedad "Desde la Buena Unión" acomete el alumbrado público. Además, tenía dos escuelas y celebraban sus fiestas patronales en honor de la Virgen del Carmen. En 1950 contaba con 27 casas y 300 habitantes.
Anexo al núcleo actual de Aguadulce se creó la urbanización de Aguadulce en 1964. Nace al amparo de la ley de Centros y Zonas de Interés Turístico Nacional de 1963 que tenía como objetivo la ordenación turística del territorio de la nación y se idea como el primer Centro de Interés Turístico Nacional (CITN) de Andalucía (y de España). Al amparo de la misma ley se desarrollan también la urbanización de Almerimar y la urbanización de Roquetas (1967), además de otras urbanizaciones a lo largo de la costa mediterránea. Esta obra gozó de exenciones y financiación para su correcto desarrollo y su promotor fue Máximo Cuervo, militar con terrenos rústicos en Aguadulce. El plan parcial data de 1967, con reforma de 1973. La urbanización de Aguadulce se proyectó sobre 75 hectáreas para ofertar 12.000 plazas turísticas, pero finalmente predominó la promoción para segunda vivienda por su proximidad a Almería más que la promoción con fines turísticos.
El turismo se desarrolla durante la segunda mitad del siglo XX. De esta época datan también el edificio de apartamentos El Palmeral (1968) del arquitecto Fernando Casinello, la Residencia de Tiempo Libre de Aguadulce y el albergue Inturjoven Aguadulce (o Juan de Austria) de la Junta de Andalucía. El albergue data de 1964 y era originalmente un campamento de Frente Juventudes.
En 1995 se pone en servicio la autovía del Mediterráneo A-7 por lo que el tramo de la N-340 entre Almería y Aguadulce conocido como El Cañarete pasa a ser empleado solo por los coches que se mueven entre estas poblaciones y las de las urbanizaciones adyacentes. En 2007 se inauguró el bulevar de la avenida de Carlos III con zonas ajardinadas, aparcamiento subterráneo y carril bici en la zona comercial de la población.

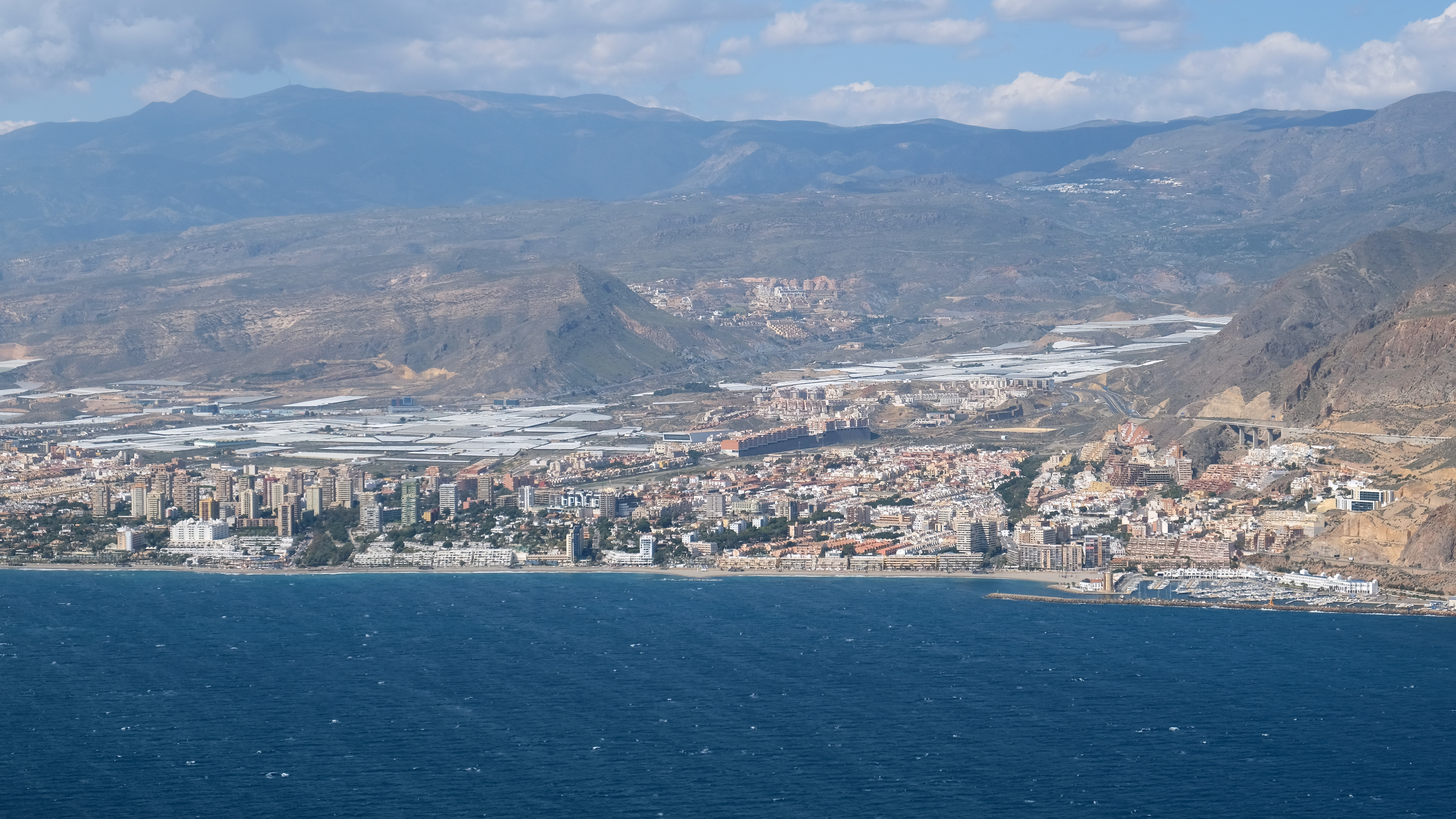
Vista aérea de Aguadulce, en el golfo de Almería

En 2015 la publicación de CSIC Atlas de la Crisis sitúa al municipio de Roquetas de Mar como el segundo más vulnerable de España ante la crisis inmobiliaria. Ante esta coyuntura surge un movimiento vecinal muy activo sobre todo en el barrio de nueva creación Las Colinas de Aguadulce.
En 2017 se celebró en el palacio de congresos la ceremonia de beatificación de los 115 Mártires de Almería, víctimas de la persecución religiosa durante la guerra civil en Almería.

## Demografía
La población de Aguadulce (excluyendo Campillo del Moro) en enero de 2020 fue de 16.772 habitantes (INE), pero aumenta hasta los 29.600 contando el barrio de Campillo del Moro (el cual el Ayuntamiento de Roquetas considera un núcleo separado).
Durante la temporada estival, la población se incrementa debido al turismo vacacional en hoteles y a la existencia de segundas residencias. 

### Evolución de la población
| Gráfica de evolución demográfica de Aguadulce (sin incluir Campillo del Moro) entre 2000 y 2020 |
|                                                                                                 |
| Datos según el nomenclátor publicado por el INE.                                                |

## Infraestructuras y equipamientos

### Sanidad
Cuenta con el centro de salud Aguadulce Sur y el consultorio médico Aguadulce. Su hospital de referencia es el de Poniente.

### Educación
| Centros de Enseñanza en Aguadulce | Centros de Enseñanza en Aguadulce | Centros de Enseñanza en Aguadulce | Centros de Enseñanza en Aguadulce                       | Centros de Enseñanza en Aguadulce | Centros de Enseñanza en Aguadulce                                      | Centros de Enseñanza en Aguadulce |
| --------------------------------- | --------------------------------- | --------------------------------- | ------------------------------------------------------- | --------------------------------- | ---------------------------------------------------------------------- | --------------------------------- |
| Código                            | Nombre                            | Munic/Localidad                   | Domicilio                                               | Enseñanzas                        | Servicios                                                              | Bilingüe                          |
| 04005594                          | CEIP Arco Iris                    | Roquetas de Mar- Aguadulce        | C/ Celindo, n.º 68                                      | INF, PRI y EE                     | Comedor y transporte escolar                                           | Sí (Inglés)                       |
| 04601646                          | CEIP Blas Infante                 | Roquetas de Mar- Aguadulce        | C/ Jairán, n.º 1                                        | INF, PRI y EE                     | Comedor, aula matinal, actividades extraescolares y transporte         | Sí (Francés e inglés)             |
| 04602158                          | CEIP Francisco Sáiz Sanz          | Roquetas de Mar- Aguadulce        | C/ Sonora, n.º 76                                       | INF, PRI y EE                     | Comedor, aula matinal y actividades extraescolares                     |                                   |
| 04003706                          | CEIP Trinidad Martínez            | Roquetas de Mar-Aguadulce         | C/ Arizona, s/n                                         | INF, PRI y EE                     | Comedor, aula matinal, transporte escolar y actividades extraescolares |                                   |
| 04006410                          | CEIP Virgilio Valdivia            | Roquetas de Mar- Aguadulce        | C/ Gran Canaria, s/n                                    | INF, PRI y EE                     | Comedor, aula matinal y actividades extraescolares                     | Sí (Inglés)                       |
| 04700026                          | IES Aguadulce                     | Roquetas de Mar- Aguadulce        | C/ Alhambra, n.º 11                                     | ESO, BAC, CFGM, FPE               | Comedor y transporte escolar                                           | Sí (Inglés)                       |
| 04700026                          | IES Carlos III                    | Roquetas de Mar                   | Ctra De los Motores, s/n Bda. La Gloria                 | ESO                               | Comedor y transporte escolar                                           | Sí (Inglés)                       |
| 04006045                          | IES Mar Mediterráneo              | Roquetas de Mar- Aguadulce        | C/ Parcela 4- Sector 4.º, junto a Palacios de Congresos | ESO, BAC y EE                     | Transporte escolar                                                     |                                   |

## Transportes y comunicaciones
Carretera:
- Autovía del Mediterráneo (A-7) comunica Aguadulce con el resto de la provincia de Almería y con la costa mediterránea de España.
- N-340a, conocida localmente como "El Cañarete", que la comunica con la ciudad de Almería y con El Parador de las Hortichuelas, La Puebla de Vícar, La Gangosa y Roquetas de Mar.

Autobuses:
- Diversas líneas del Consorcio de Trasportes de Almería atraviesan este núcleo urbanoː M-301, M-330, M-333, M-334, M-351, M-370, M-380, M-383 y M-999.[29][30]

La estaciones de tren, autobús, aeropuerto y puerto comercial más cercanos son:
- Estación Intermodal de Almería a 12 km

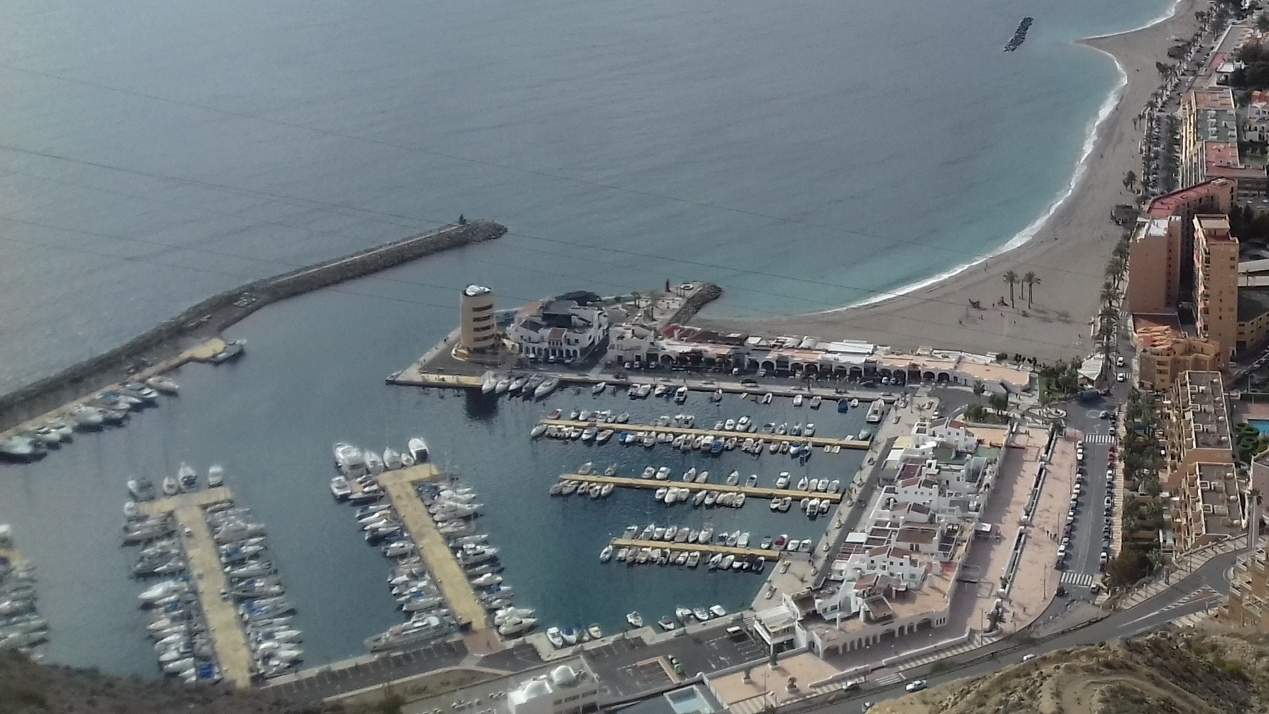
Puerto Deportivo de Aguadulce

- Puerto de Almería a 11 km
- Aeropuerto de Almería a 20 km

Puerto:
- Puerto deportivo de Aguadulce

## Patrimonio artístico y monumental
Es bien de interés cultural (BIC):
- El yacimiento arqueológico de La Ribera de la Algaida o Ribera de Turaniana: descubierto en 1859 que abarca cronológicamente desde el final de la Edad del Bronce, pasando por la cultura argárica, la época romana, hasta la etapa musulmana.

Otros lugares de interés son:

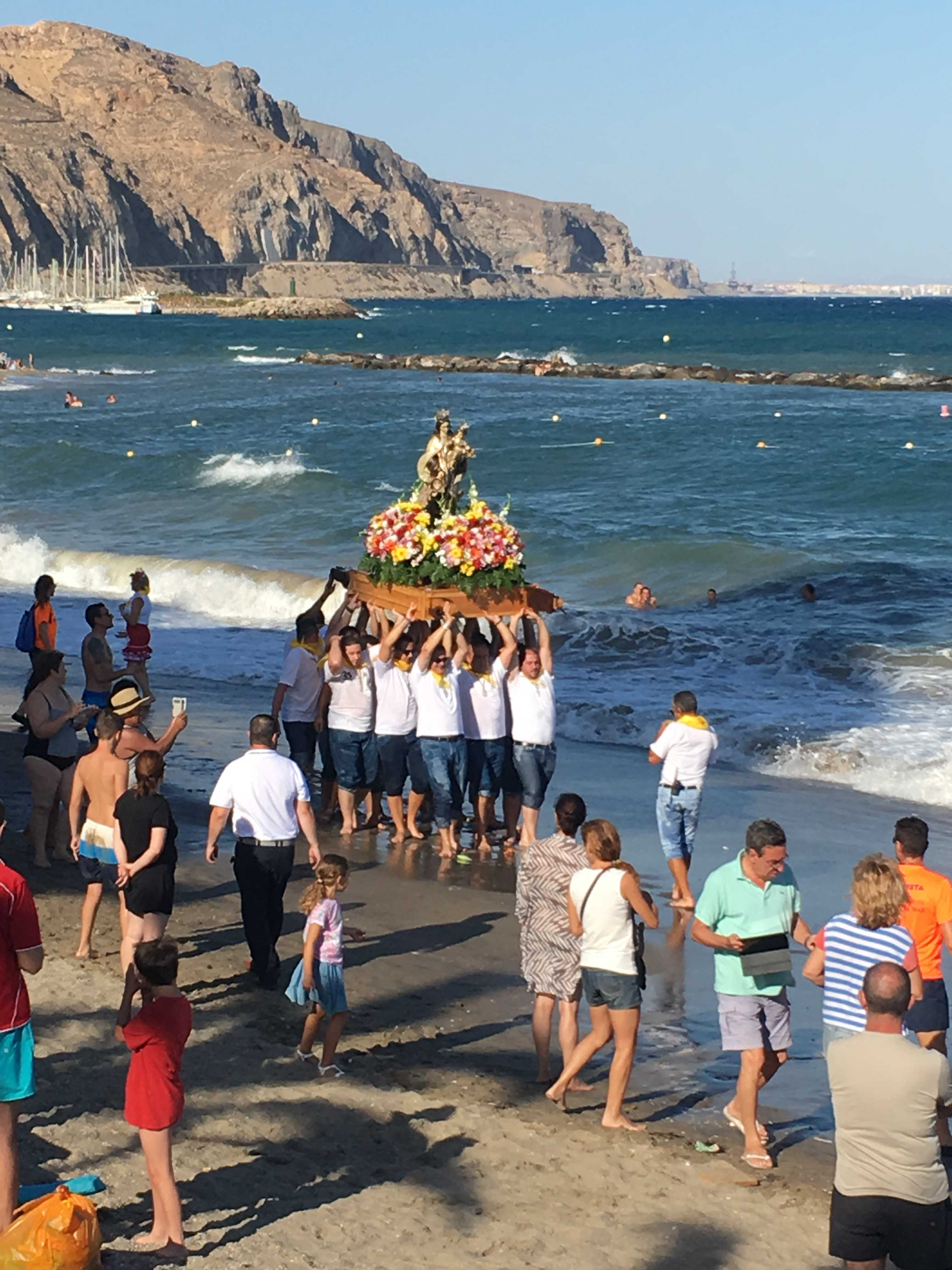
Fiestas en honor a la Virgen del Carmen

- Espacio subacuático de Roquetas a Aguadulce: hallazgos de ánforas y artefactos cerámicos de la Hispania Romana y medieval ligados a la existencia de Turaniana y a la Torre de los Bajos.[31]

- Edificios de estilo moderno como la parroquia de la Virgen del Carmen, obra de Antonio Ortiz Gatco y edificios residenciales de Los Balandros y El Palmeral.[32]

## Cultura
Cuenta con el Palacio de Congresos y Exposiciones donde se celebra la Expoagro Almería y la biblioteca municipal. y los cines de verano Terrazas de Aguadulce; cuatro salas al aire libre con películas de cartelera actual.

## Deportes
Cuenta con el pabellón deportivo Máximo Cuervo para la práctica de varios deportes (baloncesto, balonmano, fútbol sala, etc), inaugurado en el 2001, además de un campo de fútbol desde el año 2010.

## Gastronomía
Cuenta con muchos locales de hostelería, ya sea de cocina tradicional o contemporánea.
En Aguadulce, como en toda Almería, está implantada la cultura de la tapa y los chérigan. Predomina la cocina mediterránea basada en el producto de la huerta del Poniente y el pescado de lonja y el marisco representativo de la gastronomía de la Costa de Almería.
Se suele celebrar la Ruta de la Tapa con fines solidarios.